# John H. Marsalis

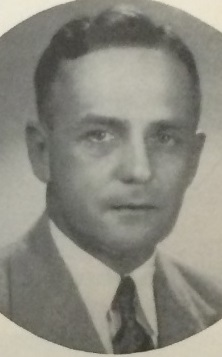
John H. Marsalis

John Henry Marsalis (* 9. Mai 1904 in McComb, Mississippi; † 26. Juni 1971 in Pueblo, Colorado) war ein US-amerikanischer Politiker. Zwischen 1949 und 1951 vertrat er den dritten Wahlbezirk des Bundesstaates Colorado im US-Repräsentantenhaus.

## Werdegang
John Marsalis besuchte die Schulen in McComb und zog im Jahr 1922 mit seinen Eltern nach Colorado Springs. In den Jahren 1925 und 1926 kehrte er aber zurück, um an der University of Mississippi zu studieren. Später studierte er an der University of Colorado Jura. Nach seiner im Jahr 1935 erfolgten Zulassung als Rechtsanwalt begann er in Pueblo in seinem neuen Beruf zu praktizieren. Von 1935 bis 1936 arbeitete er auch als Ermittler für den Bezirksstaatsanwalt. Während des Zweiten Weltkrieges war Marsalis Soldat der US-Armee, in der er in einer Einheit zur Wettervorhersage diente.
Nach dem Krieg war Marsalis von 1945 bis 1948 Bezirksstaatsanwalt im zehnten Gerichtsbezirk von Colorado. Politisch war er Mitglied der Demokratischen Partei. Bei den Kongresswahlen des Jahres 1948 wurde er im dritten Distrikt von Colorado gegen den republikanischen Amtsinhaber John Chenoweth in das US-Repräsentantenhaus in Washington, D.C. gewählt. Da er aber bereits in den folgenden Wahlen im Jahr 1950 gegen Chenoweth verlor und dieser damit seinen alten Sitz zurückgewann, konnte Marsalis zwischen dem 3. Januar 1949 und dem 3. Januar 1951 nur eine Legislaturperiode im Kongress absolvieren. Im Jahr 1952 scheiterte er mit einer weiteren Kandidatur.
Nach dem Ende seiner Zeit im Kongress arbeitete er wieder als Anwalt. Zwischen 1954 und 1962 war er Richter im zehnten Gerichtsbezirk von Colorado. Danach zog er sich in den Ruhestand zurück, den er in Pueblo verbrachte. Dort ist er im Juni 1971 auch verstorben.